# Депортес Толима
Депортес Толима (на испански: Deportes Tolima) е колумбийски футболен отбор от Ибаге, департамент Толима. Създаден е на 18 декември 1954 г. и въпреки че е един от професионалните отбори с най-дългогодишни традиции и дълги години се състезава в Категория Примера А, има само една шампионска титла.

## История
В края на 1954 г. първият президент на отбора Мануел Рубио Чавес изпраща свой пратеник в Аржентина със задачата да привлече футболисти за новия отбор. През 1955 г. Депортес Толима изиграва първия си сезон в професионалния футбол, завършвайки на седмо място. По това време отборът носи светлосини екипи, подобни на тези на Расинг Клуб. Първите наистина силни години на отбора са в края на 70-те и началото на 80-те години на 20 век. Тогава Депортес Толима разполага с качествени играчи като Франсиско Матурана, Оскар Кинтабани е др. и завършва на второ място в шампионата през 1981 и 1982 г. Още при първото си участие в южноамериканските клубни турнири достига полуфинал за Копа Либертадорес през 1982 г. Следва спад в представянето на отбора и през 1993 г. изпада в Категория Примера Б, но още следващия сезон се завръща в елита, спечелвайки шампионата на втора дивизия. В началото на 21 век Депортес Толима изживява нови златни години. Освен че печели шампионската титла в турнира Финалисасион 2003, отборът има още две втори места през 2006 и 2010 г. (и двете във Финалисасион), печели Купата на Колумбия (2014 г.) и има четири участия в Копа Либертадорес и три в Копа Судамерикана. В допълнение на това, през 2011 г. отборът два месеца заема 27-ото място в класацията на Международната футболна федерация по история и статистика IFFHS като най-силен колумбийски отбор, изпреварвайки тимове от ранга на Ювентус, Милан, Арсенал, Рома, Борусия Дортмунд и др.

## Известни бивши играчи
- Антони Силва
- Арнолдо Игуаран
- Аугустин Хулио
- Виктор Бония
- Виктор Уго дел Рио
- Гонсало Мартинес
- Густаво Боливар
- Диего Кабрера
- Джон Чария
- Еваристо Исаси
- Елсон Бекера
- Карлос Кинтеро
- Луис Барбат
- Луис Карлос Переа
- Луис Техада
- Оскар Пасо
- Херман Кастеянос
- Хорхе Перласа
- Хосе Хамардо
- Юлиан Ачико
- Хенри Рохас

## Успехи
- Категория Примера А:
  - Шампион (1): 2003 Ф
  - Вицешампион (5): 1957, 1981, 1982, 2006 Ф, 2010 Ф
- Категория Примера Б:
  - Шампион (1): 1994
- Купа на Колумбия:
  - Носител (1): 2014
- Копа Либертадорес:
  - Полуфинал (1): 1982
- Копа Судамерикана:
  - Четвъртфинал (1): 2010
- Копа КОНМЕБОЛ:
  - Четвъртфинал (1): 1997

## Рекорди
- Най-много мачове: Херман Кастеянос – 359
- Най-много голове: Виктор Уго дел Рио, Джон Чария – 67
- Най-голяма победа: 1:7 срещу Индепендиенте Санта Фе, 16 септември 1956; 7:1 срещу Депортес Киндио, 10 октомври 1982; 6:0 срещу Америка де Кали, 25 април 2007
- Най-голяма загуба: 3:8 срещу Мийонариос, 7 юли 1963; 2:7 срещу Хуниор, 15 октомври 1978; 1:6 срещу Крузейро (Бразилия) за Копа Либертадорес, 22 февруари 2011